# Alexander Jewsejewitsch Braunschtein
Alexander Jewsejewitsch Braunschtein, häufig Alexander E. Braunstein zitiert, russisch Александр Евсеевич Браунштейн, englische Transkription Alexander Evseevich Braunstein, (* 13. Maijul. / 26. Mai 1902greg. in Charkiw; † 1. Juli 1986 in Moskau) war ein russischer Biochemiker jüdisch-ukrainischer Herkunft. Er gilt als einer der Väter von Vitamin B6.
Braunstein war der Sohn eines Professors für Augenheilkunde und studierte Medizin in Charkiw bis 1925. Danach ging er an das Institut für Biochemie des Volkskommissariats für Gesundheit in Moskau, an dem er 1928 promoviert wurde (über den Zusammenhang von Glykolyse und Phosphatstoffwechsel bei roten Blutkörperchen) und Oberassistent wurde. 1936 habilitierte er sich (russischer Doktortitel) und leitete danach das Labor für Stickstoffwechsel des All-Unionsinstituts für Experimentelle Medizin (ab 1945 im Institut für Medizin und Biologische Chemie der Akademie der Medizinischen Wissenschaften in Moskau). Ab 1960 war er Leiter des Labors für Grundlagen der Biokatalyse am Institut für Molekularbiologie der Sowjetischen Akademie der Wissenschaften in Moskau. Er war dort ein Mitarbeiter von Wladimir Alexandrowitsch Engelhardt.
1937 entdeckte er mit Maria Kritzman (russisch М. Г. Крицман) die enzymkatalysierte Transaminierung im Körper und ihre zentrale Rolle im Stickstoffwechsel und bei der Umwandlung von Aminosäuren. Er untersuchte in den 1950er Jahren die Wirkung von Vitaminen (Pyridoxal in B6, mit M. M. Schenjakynim). In den 1970er Jahren bestimmte er die Sequenz und dreidimensionale Struktur von Transaminasen (wie Aspartat-Transaminase mit Juri Anatoljewitsch Owtschinnikow).
Er war Mitglied der Sowjetischen Akademie der Wissenschaften (1964), Mitglied der Akademie der Medizinischen Wissenschaften der UdSSR (1945) und Held der Sozialistischen Arbeit (1972) und Gewinner des Stalinpreises (1941). 1958 wurde er zum Mitglied der Deutschen Akademie der Naturforscher Leopoldina gewählt, 1961 in die American Academy of Arts and Sciences. 1974 wurde er auswärtiges Mitglied der National Academy of Sciences.
Seine Grabstätte befindet sich auf dem Moskauer Kunzewoer Friedhof.